# ثاتشرية

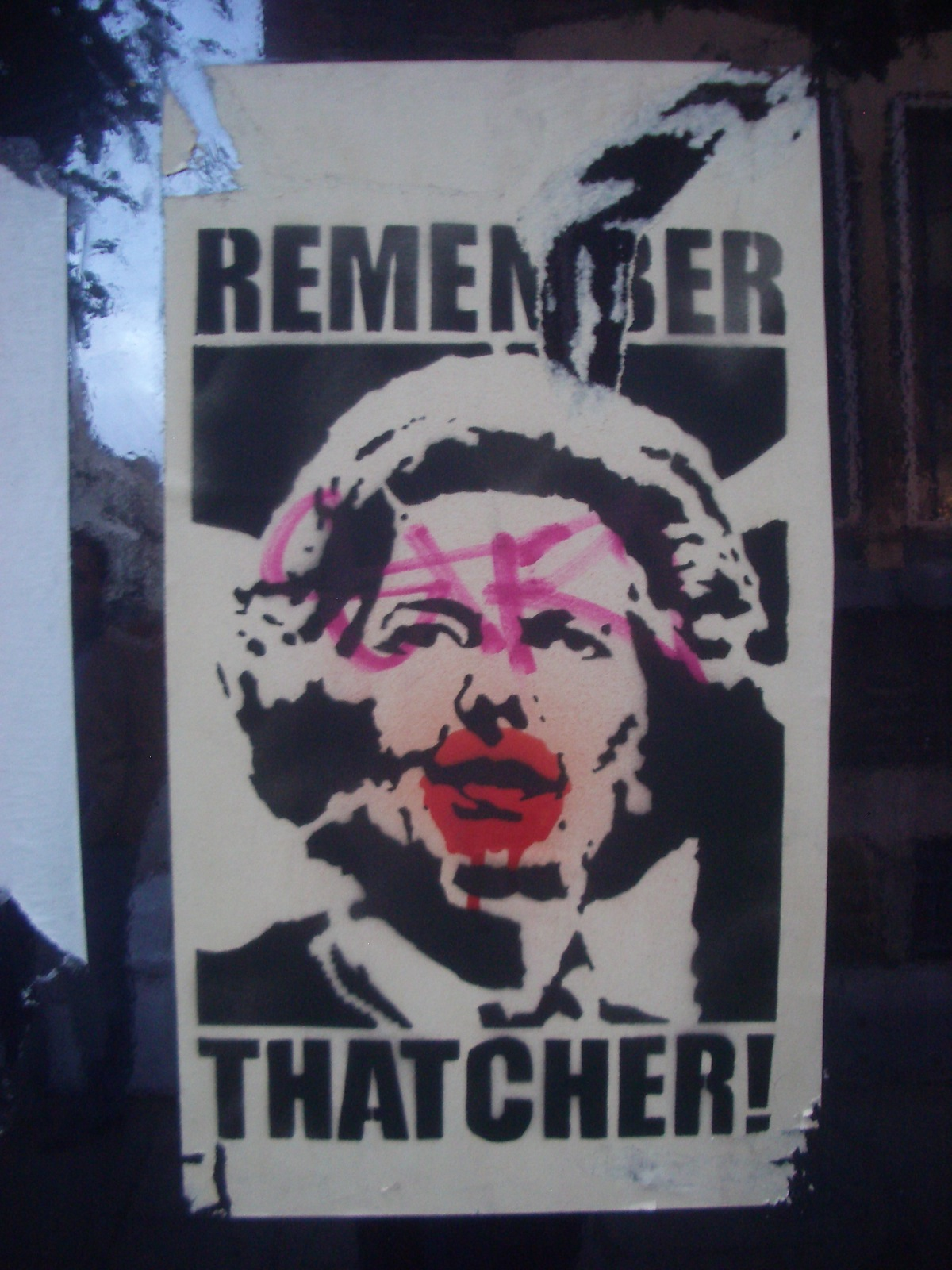
(تذكر ثاتشر!) لافتة في عام 2010 تضم مارغريت ثاتشر زعيمة حزب المحافظين

تُعدّ الثاتشرية صنفًا مِن أصناف الأيديولوجية البريطانية المحافظة، وتحمل اسم زعيمة حزب المحافظين مارغريت ثاتشر. استُخدم المصطلح للإشارة إلى مبادئ الحكومة البريطانية في عهد تاتشر من الانتخابات العامة في العام 1979 حتى استقالتها في العام 1990، وظلّ مُستَخدمًا لوصف حكومات المحافظين بقيادة جون ميجر وديفيد كاميرون. ويُشار إلى أنصار التاتشرية باسم التاتشريّين.
مثلت التاتشرية رفضًا منهجيًا وقاطِعًا، ونكوصًا لِوفاق ما بعد الحرب، حيث اتفقت الأحزاب السياسية الرئيسية إلى حد بعيد على المسائل الرئيسية للاقتصاد الكينزي، ودولة الرفاه، والملكية العامة للصناعة، والاقتصاد المخطط مركزيًا في بريطانيا. وثمّة استثناء رئيسيّ وحيدٍ في تغييرات تاتشر، ألا وهي هيئة الخدمات الصحية الوطنية، والتي حققت شعبية جارفةً في أوساط المواطنين البريطانيين. في العام 1982، وعدت تاتشر بأن هيئة الخدمات الصحية الوطنية «آمنةً في أيدي الحكومة»، وأنها في العام 1987 كانت «آمنةً في عهدة الحكومة حصرًا».
ثمّة خلافٌ بخصوص المصطلحات الدقيقة لماهيّة التاتشرية، بالإضافة إلى تحديد إرثها في التاريخ البريطاني على مدار العقود الماضية. فعلى الصعيد الأيديولوجي، وصف نايجل لوسون، مستشار الخزانة في حكومة تاتشر من العام 1983 حتى 1989، وصف التاتشرية بأنها منصة سياسية تُعطي الأولوية للأسواق الحرة مع تقييد الإنفاق الحكومي والتخفيضات الضريبية، إضافةً إلى تعزيز الشعور القومي البريطاني في الداخل والخارج. رغم أن تاتشر نفسها نادرًا ما استخدمت كلمة «التاتشرية» خلال حملتها الانتخابية للعام 1987، ففي خطابها الذي ألقته في سوليهل، وعندما أشارت إلى النجاحات الاقتصادية هناك، صرّحت قائلةً، «هذا ما أسميه التاتشرية».
في أبريل من العام 2008، ذكرت صحيفة الديلي تلغراف أن برنامج الحكومة من غير المحافظين القادمة، أي حكومة حزب العمال الجديد بقيادة توني بلير، وافق بصورة أساسية على إجراءات الإصلاح المركزية للتاتشرية مثل رفع القيود عن خصخصة الصناعات الوطنية الرئيسية، والحفاظ على مرونة سوق العمل، وتهميش اتحاد النقابات العمالية، ونقل السلطة إلى الحكومة المركزية من السلطات المحلية.

## نبذة عامة
«هي عبارة عن [مزيج] من فلسفة السوق الحرة، والمحافظة المالية، والرقابة الصارمة على النفقات العامة، والتخفيضات الضريبية، وتعزيز الحِسّ القومي، و«الأخلاق الفيكتورية» (المستوحاة من مجموعة صموئيل سمايلز للمساعدة الذاتية)، والخصخصة، وبعضًا مِن الشعبوية.»
- تعريف نايجل لوسون للتاتشرية.
تحاول التاتشرية التشجيع على تخفيض معدلات التضخم، والتدخل الحكومي، والأسواق الحرة عبر الرقابة الصارمة على الكتلة النقدية، والخصخصة، والقيود المفروضة على الحركة العمالية. وغالبًا ما يُقارَن بين التاتشرية والريغانوميكس في الولايات المتحدة، والعقلانية الاقتصادية في أستراليا وروجرنوميكس في نيوزيلندا وبوصفها جزءًا أساسيًا من الحركة الليبرالية الاقتصادية العالمية.
عدّد نايجل لوسون، مستشار الخزانة في حكومة تاتشر من العام 1983 حتى 1989، عدّد المبادئ التاتشرية على أنها: «السوق الحرة، والمحافظة المالية، والرقابة الصارمة على النفقات العامة، والتخفيضات الضريبية، وتعزيز الحِسّ القومي، و«الأخلاق الفيكتورية» (المستوحاة من مجموعة صموئيل سمايلز للمساعدة الذاتية)، والخصخصة، وبعضًا مِن الشعبوية». وعلى هذا المنوال، فغالبًا ما تُقارن التاتشرية بالليبرالية الكلاسيكية. ذكر ميلتون فريدمان أن «مارغريت تاتشر لا تنتمي من حيث الأفكار إلى حزب المحافظين. إنما هي ليبرالية كلاسيكية (من القرن التاسع عشر)».
وصرحت تاتشر بنفسها في خطاب ألقته في العام 1983: «أنا مستعدةٌ على المراهنة أن السيد غلادستون لو كان على قيد الحياة اليوم فإنه سيتقدم بطلب للانضمام إلى حزب المحافظين». وفي محاضرةٍ بذكرى كيث جوزيف في العام 1996، ذكرت تاتشر بأن: «أفضل توصيفٍ للمحافظة التي يفضلها هو وأنا [...] هي «ليبرالية» بمعناها القديم. وأعني ليبرالية السيد غلادستون الصِرفة، لا ليبرالية الجماعيين مِن بعده». وقالت تاتشر مرةً لفريدريش هايك: «أعلم أنك تريدني أن أنضمّ لحزب الأحرار البريطاني (اليميني)؛ إنما لا، فأنا من حزب المحافظين». وأخذ هايك انطباعًا أنها «عبّرت عن ذلك بوضوح شديد». وهكذا فالعلاقة بين التاتشرية والليبرالية معقدة. زعم وزير الدفاع السابق في حكومة تاتشر، جون نوت، أن «تقديم تاتشر على أنها ليبرالية كلاسيكية ينمّ عن فهمٍ خاطئٍ تمامًا لمعتقداتها».
ووفقًا لما ترى إلين مايكسينز وود، توافقت الرأسمالية التاتشرية مع المؤسسات السياسية البريطانية التقليدية. فخلال عملها رئيسة للوزراء، لم تتصادم تاتشر مع المؤسسات الراسخة، كالنظام الملكي أو مجلس اللوردات، إنما مع بعض المؤسسات حديثة العهد مثل النقابات العمالية. على العكس تمامًا، انضمّ العديد من كبار أنصار التاتشرية، بما في ذلك تاتشر نفسها، إلى مجلس اللوردات، وهو شرف رفضه ويليم غلادستون، على سبيل المثال. تضمّ قائمة المفكرين المرتبطين ارتباطًا وثيقًا بالتاتشرية كلًا مِن كيث جوزيف، وإينوك بأول، وفريدريش هايك، وميلتون فريدمان. خلال مقابلة مع سيمون هيفر في العام 1996، صرحت تاتشر أن أكثر مِن تأثّرت بهم خلال قيادتها لحزب المحافظين هما جوزيف وباول، وأنّهما كلاهما «رجلان عظيمان للغاية».
كانت تاتشر من أشد معارضي الشيوعية، والماركسية، والاشتراكية. وذكر كاتب السيرة الذاتية جون كامبل أنه في يوليو من العام 1978 عندما سألها أحد أعضاء البرلمان من حزب العمال في مجلس العموم عما تعنيه بالاشتراكية «لم تحر جوابًا. وما كانت تعنيه هو تقديم الدعم الحكومي للصناعات المفتقرة للكفاءة، والضرائب العقابية، وتنظيم سوق العمل، وتحديد الأسعار –وأي شيءٍ يعطّل سير الاقتصاد الحر».

### الثاتشرية قبل ثاتشر
تتبّع بعض الباحثين أصول التاتشرية إلى السياسة البريطانية في فترة ما بعد الحرب. ورأى المؤرخ إيوين غرين أنه ساد شعورٌ بالاستياء من التضخم، والضرائب، والقيود التي فرضتها الحركة العمالية، والتي ارتبطت بما عُرِف باسم توافق ما بعد الحرب في العقود التي سبقت صعود نجم تاتشر. وبالرغم من تكييف قيادة المحافظين نفسها مع إصلاحات حكومة كليمنت أتلي في فترة ما بعد الحرب، استمرت المعارضة اليمينية في أوساط الأعضاء الأدنى مرتبةً في الحزب، وفي جماعات الضغط اليمينية مثل تحالف الطبقة الوسطى والرابطة الشعبية للدفاع عن الحرية، وفيما بعد في مجمّعات التفكير مثل مركز دراسات السياسة. على سبيل المثال، في الانتخابات العامة في العام 1945، أراد أمين حزب المحافظين رالف أشتون نشرَ 12,000 نسخة مختصرة من كتاب الطريق إلى العبودية (للاقتصادي المناهض للاشتراكية فريدريش هايك الذي ارتبط لاحقًا ارتباطًا وثيقًا بالتاتشرية)، واستخدم لذلك طنًا ونصف من المخصصات الورقية للحزب، ووزّعت الكتب ضمن الدعاية الانتخابية.
تتبع المؤرخ الدكتور كريستوفر كوبر تشكُّل اتجاه الاقتصاد النقدي في جوهر التاتشرية إلى استقالة مستشار الخزانة المحافظ بيتر ثورنيكروفت في العام 1958.

في أوائل العام 1950، قبلت تاتشر الوفاق آنذاك بخصوص دولة الرفاه، مدعية أن الفضل بذلك يعود إلى المحافظين، في خطاب ألقته في الاجتماع العام السنوي لحزب المحافظين. يقول مؤرخ السيرة تشارلز مور:
«لم ترفض مارغريت تاتشر، في بداية حياتها المهنية ولا في منصبها كرئيسة للوزراء، لم ترفض مبادئ وفاق ما بعد الحرب بشأن دولة الرفاهية في الصحة، أو السياسة الاجتماعية، أو التعليم. وقد كانت أقل تطرفًا بهذا الصدد مما يظنّ مخالفوها أو حتى بعض المعجبين بها. إذ انصرف اهتمامها إلى التركيز بشكل أكبر على إساءة تطبيق النظام، وعلى البيروقراطية والتشدد النقابي، وعلى نمو ما أصبح يُعرف لاحقًا باسم ثقافة الاتكاليّة، بدلًا من التركيز على النظام نفسه».
ويشكّك المؤرخ ريتشارد فينن بوجود التاتشرية قبل وصول تاتشر نفسها.

### التعريف الأيدولوجي
رأت تاتشر نفسها تستحدث حركة تحررية ترفض مبادئ حزب المحافظين التقليدي. ترتبط التاتشرية بالتحررية في أوساط حزب المحافظين، وإن جرى تحقيق أحد الغايات التحررية بتوظيف قيادة قوية وأحيانًا استبدادية. وصف المعلق السياسي البريطاني أندرو مار التحررية بأنها «السمة المهيمنة، وإن كانت غير رسمية، للتاتشرية». بينما اعتنق بعض ورثتها، ولا سيما مايكل بورتيلو وآلان دنكان، التحررية، سعى آخرون في الحركة التاتشرية مثل جون ريدوود إلى أن يصبحوا أكثر شعبوية.
جادل بعض المعلقين بأنه لا ينبغي اعتبار التاتشرية حركة تحررية على نحو صحيح. أشار أندرو غامبل إلى الاتجاه الذي تسلكه التاتشرية في تأسيس حكومة مركزية قوية في الأمور المتعلقة بالنقابات والسلطات المحلية، ولخص التاتشرية بأنها «الاقتصاد الحر والدولة القوية». اتهم سيمون جنكينز حكومة تاتشر بتنفيذ سياسات التأميم في بريطانيا. لم يعتبر المنظر السياسي الليبرتاري موراي روثبارد التاتشرية حركة تحررية وانتقد تاتشر والتاتشرية بشدة قائلًا إن «التاتشرية تشبة سياسة ريغانوميكس إلى حد كبير: خطاب السوق الحرة الذي يخفي سيطرة الدولة». ذكر ستيوارت ماكانولا أن طبيعة التاتشرية هي محافظة ليبرالية، ومزيج من الاقتصاد الليبرالي ودولة قوية.